# Lynx du Canada
Lynx canadensis
Pour les articles homonymes, voir Loup-cervier et Lynx.
Espèce
Statut de conservation UICN

 LC : Préoccupation mineure
Statut CITES

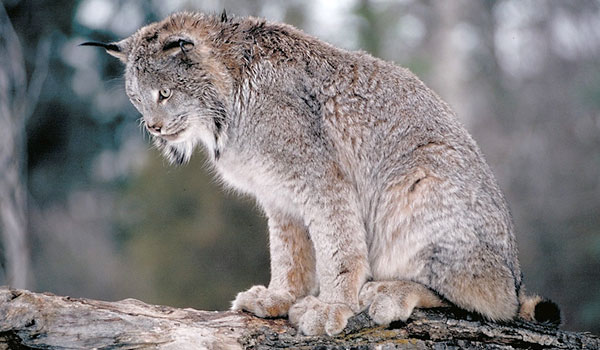
Lynx du Canada

Le Lynx du Canada (Lynx canadensis) aussi appelé Lynx gris, Lynx polaire, Lynx Bleu, Pichou (ancien nom amérindien parfois encore utilisé pour désigner le lynx ou sa fourrure au Canada), ou Loup-cervier est une espèce de mammifères carnivore de la famille des félidés du genre des Lynx. Adapté aux climats froids, son aire de répartition englobe essentiellement le Canada et l'Alaska (États-Unis) ainsi que le nord-est des États-Unis et une partie des Rocheuses.

## Description

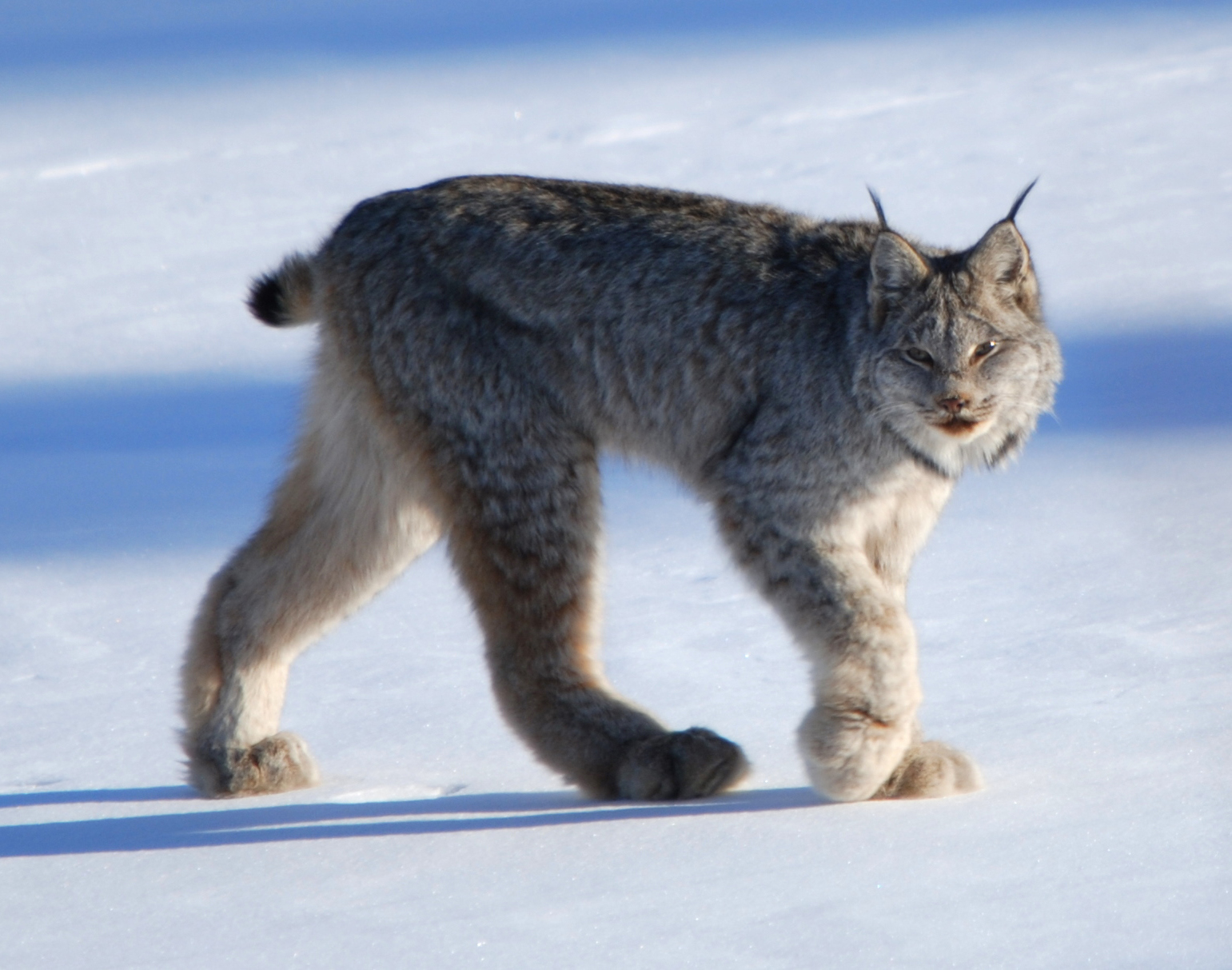
Lynx du Canada.

La fourrure, longue et épaisse, est grise et brune jaunâtre avec parfois des taches sombres. La queue est courte avec une extrémité foncée. Les pattes postérieures sont longues, les pieds sont recouverts d'un pelage dense et peuvent mesurer 10 cm. Ses pattes arrière étant plus longues que ses pattes avant lui donne position inclinée vers l'avant, qui lui permet d'atteindre des pointes de vitesse élevées en quelques secondes, et d'effectuer des bonds importants. Ses pattes arrière lui permettent également de l'empêcher de s'enfoncer dans la neige profonde. Il est un excellent grimpeur, grâce à ses griffes rétractiles. Les oreilles sont surmontées d'un fin pinceau de poils noirs et il présente le plus souvent une collerette flottante de fourrure autour du cou. Son ouïe et sa vue sont extrêmement bien développées, ce qui l'aide pour la chasse, tandis que son odorat l'est beaucoup moins. 
Le lynx du Canada est de nature solitaire, il est furtif et évite la proximité avec l'homme 
Les longues pattes et le pelage épais (environ 9 000 poils au cm2) font paraître ce lynx beaucoup plus grand qu'il n'est; on observe un dimorphisme sexuel relié au poids et a la taille de l'animal. Les mâles pèsent 10 kg environ, les femelles sont légèrement plus petites : environ 8,5 kg. Ces lynx peuvent mesurer de 80 à 100 cm de long (tête et dos), avec une queue de 5 à 13 cm, et de 48 à 56 cm de hauteur au garrot. La taille adulte du lynx du Canada est généralement atteinte vers l'âge de deux ans. D'ailleurs, c'est vers cet âge-ci qu'ils se reproduisent. La maturité sexuelle des femelles est atteinte vers l'âge de 22 mois. Les premières chasses influent également sur l'âge de la première reproduction du lynx.  
Le Lynx du Canada peut être confondu avec le Lynx roux (Lynx rufus) qui partage une partie de son aire de répartition. Le Lynx roux a toutefois des pattes plus courtes et des pieds plus petits, sans poil sur les coussinets. La touffe de poils qui surmonte ses oreilles est également beaucoup plus petite que celle du Lynx du Canada ; sa queue est en revanche plus longue et son extrémité est claire sur le dessous tandis que celle du Lynx du Canada est complètement noire à son extrémité.
L'animal est exclusivement carnivore et sa proie préférée est le lièvre d'Amérique. Il en consomme en moyenne 170 a 200 par année. Le régime alimentaire du Lynx du Canada varie en fonction des saisons de l'année. En effet, en période estivale et lorsque la rareté du lièvre se fait ressentir, le lynx peut également se nourrir d' écureuils, de tamias, de souris, de campagnols, de musaraignes, de gélinottes huppées (Bonasa umbellus), de tétras, de castors ou encore, de rats musqués (Ondatra zibethicus)

## Évolution de l'espèce et phylogénèse

### Phylogenèse
La classification du Lynx du Canada a fait l'objet d'un débat : fallait-il le classer comme Lynx rufus ou Felis lynx ; le Lynx du Canada devait-il, avec les trois autres espèces de Lynx, être classé dans son propre genre Lynx ou être un sous-genre de Felis ? Il est à présent admis qu'il fait partie du genre Lynx et il est listé comme Lynx canadensis dans toutes les références taxonomiques modernes.
Selon une étude menée par Johnson en 2006, les Lynx partageraient un clade avec les lignées du Puma, Prionailurus et Felis depuis 7,15 millions d’années. Le genre Lynx serait le premier à avoir divergé, il y a environ 3,24 millions d’années. Les populations de Lynx du Canada sont issues d’Asie et auraient évolué indépendamment de celles du Lynx roux qui a colonisé l'Amérique du Nord bien moins tardivement. 

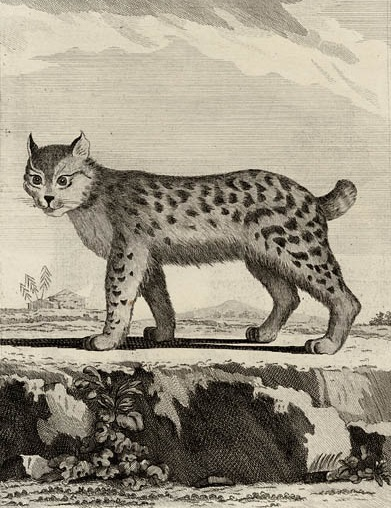
Illustration d'un lynx datant du milieu du 18e siècle.

Arbre phylogénétique du genre Lynx
|  | Lynx canadensis – Lynx du Canada                                                             |
|  |                                                                                              |
|  | \| \| Lynx lynx – Lynx d'Eurasie \| \| \| \| \| \| Lynx pardinus – Lynx pardelle \| \| \| \| |
|  |                                                                                              |
|  | Lynx lynx – Lynx d'Eurasie                                                                   |
|  |                                                                                              |
|  | Lynx pardinus – Lynx pardelle                                                                |
|  |                                                                                              |

|  | Lynx lynx – Lynx d'Eurasie    |
|  |                               |
|  | Lynx pardinus – Lynx pardelle |
|  |                               |

|  | Lynx canadensis – Lynx du Canada                                                             |
|  |                                                                                              |
|  | \| \| Lynx lynx – Lynx d'Eurasie \| \| \| \| \| \| Lynx pardinus – Lynx pardelle \| \| \| \| |
|  |                                                                                              |
|  | Lynx lynx – Lynx d'Eurasie                                                                   |
|  |                                                                                              |
|  | Lynx pardinus – Lynx pardelle                                                                |
|  |                                                                                              |

|  | Lynx lynx – Lynx d'Eurasie    |
|  |                               |
|  | Lynx pardinus – Lynx pardelle |
|  |                               |

### Sous-espèces
Trois sous-espèces sont reconnues :
- Lynx canadensis canadensis
- Lynx canadensis mollipilosus
- Lynx canadensis subsolanus : Lynx de Terre-Neuve.

### Hybridation

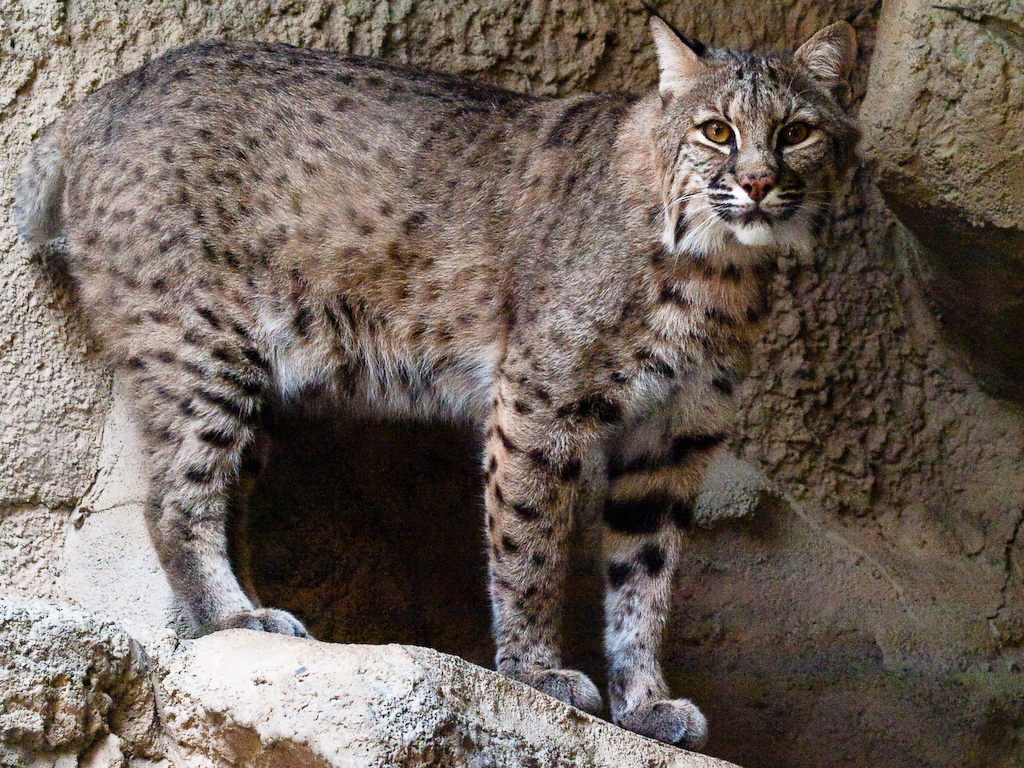
L’hybridation naturelle avec le Lynx roux est avérée.

L’hybridation entre le Lynx roux et le Lynx du Canada existe : aux États-Unis, on appelle le résultat d’un tel croisement un « Blynx » ou un « Lynxcat », contraction du terme « Bobcat » désignant le Lynx roux et « Lynx » désignant le Lynx du Canada. En 2004, des études génétiques menées sur ces deux espèces ont confirmé que trois spécimens sauvages du Minnesota à l’origine ambigüe étaient issus de l’hybridation. L’ensemble des hybrides étudiés avait un Lynx du Canada pour mère. Les signalements d’hybrides sauvages sont, pour l’instant, confinés au sud de l’aire de répartition du Lynx du Canada. Les pattes des hybrides sont en général plus larges que celles du Lynx roux, mais moins que celles du Lynx du Canada. Leur robe et la longueur des plumets de leurs oreilles sont plus proches de celles du Lynx roux. Un cas de Blynx femelle féconde a été signalé en 2008,.

## Habitat et répartition

Distribution du Lynx du Canada.
Répartition actuelle
Répartition historique probable

On trouve ces lynx surtout dans les forêts boréales du Canada et de l'Alaska. Au Canada, il occupe toutes les provinces et territoires à l'exception de l'Île-du-Prince-Édouard. Ils vivent entre autres dans les zones cultivées entrecoupées de bois épais et les zones plus montagneuses. Il a reconquis depuis peu le nord des États du Wisconsin et du Minnesota aux États-Unis. En effet, il avait disparu de ce pays après une chasse massive pour sa fourrure. Il est encore chassé mais lors de périodes précises et sous contrôle pour éviter les excès.

## Dynamique de populations

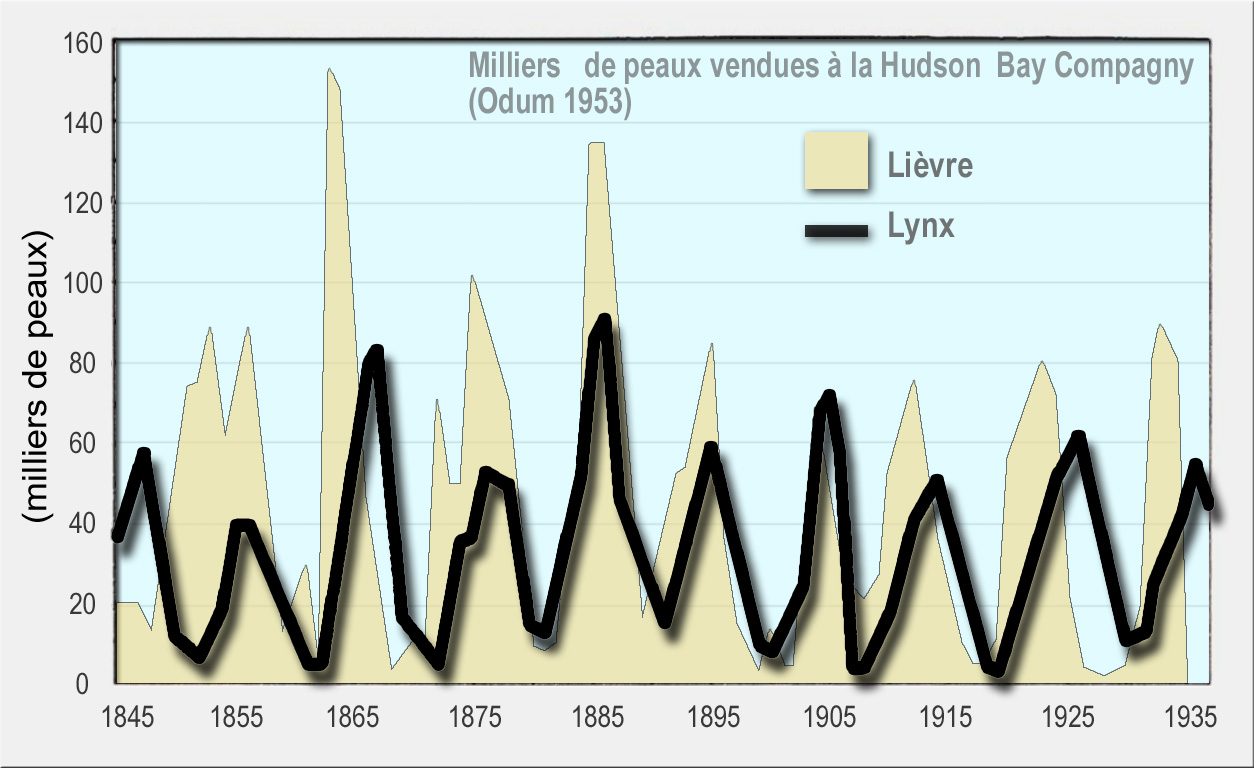
Nombre de fourrures vendues par les trappeurs au comptoir de la Baie d'Hudson (sur environ 90 ans) pour le lynx canadien et l'une de ses principales proies, le lièvre américain.

Cette espèce dépend de ses proies et notamment du lièvre américain qui connaît une dynamique de population très cyclique. 
Comme le montre le schéma de droite (d'après des archives statistiques collectées par Odum, et publiées en 1953), ces deux espèces ont une dynamique de population cyclique et qui semblent en interactions durables. 
Ce schéma reflète aussi les effets locaux et cycliques de l'ENSO (El Niño Southern Oscillation), susceptible d'affecter le phénotype des lièvres et d'autres espèces lors des hivers plus rigoureux explique en partie ce cycle.

## Protection et conservation

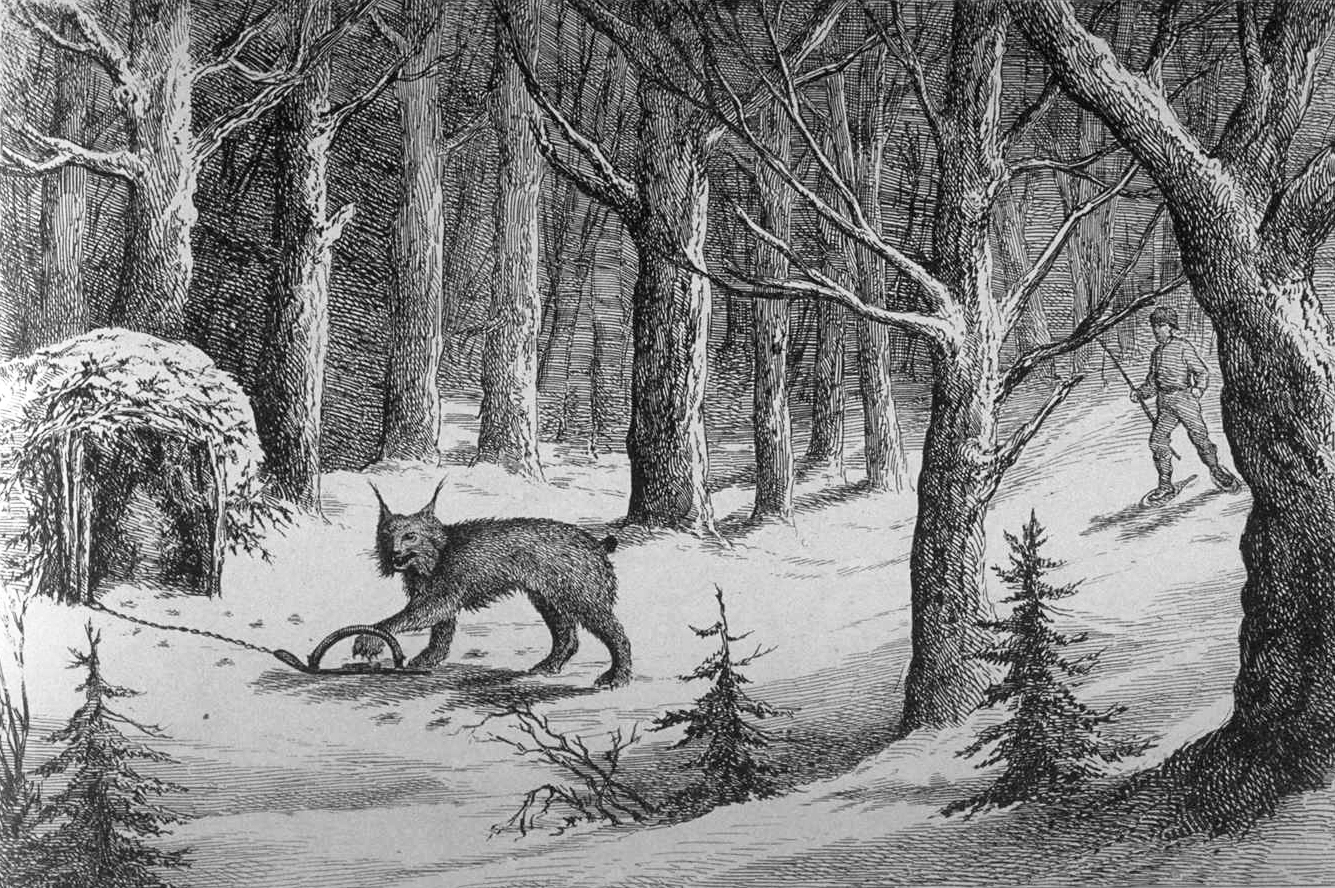
« Manière de prendre le loup-cervier au Labrador » (1871), gravure tirée de L'opinion publique, périodique canadien-français.

Au Canada, le lynx n'est pas considéré comme une espèce en péril par le COSEPAC, vu sa grande dispersion sur le continent nord-américain. Par contre, sa situation dans les provinces du Nouveau-Brunswick et de la Nouvelle-Écosse semble plus préoccupante. Ainsi, l'UICN reconnaît que ses populations sont en péril en statuant celle du Nouveau-Brunswick comme espèce en danger et en qualifiant de préoccupante celle de la Nouvelle-Écosse.
Aux États-Unis, il est classé comme espèce menacée (threatened) selon l'Endangered Species Act. Ceci signifie que cette espèce semble ou sera menacée d'extinction. Son habitat y est aussi partiellement protégé par le gouvernement.